# Barbro Kollberg
Barbro Anna Elisabet Kollberg Hildestrand, född Kollberg 27 december 1917 i Eskilstuna Klosters församling, död 6 mars 2014 i Stockholm, var en svensk skådespelare, teaterledare och teaterpedagog.

## Biografi
Tillsammans med sina föräldrar Mauritz Villard Kollberg (1891–1970) och Anna Olivia ”Liwen” Öberg (1896–1964) flyttade Barbro Kollberg från födelsestaden Eskilstuna till Stockholm 1924. Fadern var verktygsarbetare och köpman, medan modern var servitris. Hon visade under sin skoltid inga särskilda teateranlag, det enda i den vägen hon företog sig var att deklamera dikter, dock utan att röna någon större uppskattning. Barbro Kollberg gick på Kungsholmens högre allmänna läroverk där hon tog studenten 1937.
Hon studerade vid Dramatens elevskola 1937–1940. Under andra studieåret gjorde hon sin debut med en mindre roll i Dunungen. 1939 började hon som premiärelev och hade en större roll som balettflicka i I dag börjar livet, hon gjorde därefter snart fler roller i Ungdom på fjället, Guldbröllop med flera. Kollberg kom även tidigt in vid filmen 1939 debuterade hon i Baumans I dag börjar livet och deltog redan hösten därpå i inspelningen av Hjältar i gult och blått. Därefter verkade hon bland annat vid Svenska Dramatikers Studio där hon gjorde en uppmärksammad roll i Sagan 1942. 1943 engagerades hon vid Blancheteatern och samma år slog hon igenom som filmskådespelare i Gösta Cederlunds Kungsgatan, där hon spelade rollen som statarflickan Marta.
Tillsammans med Lorens Marmstedt var hon teaterchef för Skansenteatern 1945–1959, där hon även verkade som skådespelare. Hon arbetade samtidigt även som skådespelare vid Vasateatern och Nya teatern och deltog i Riksteaterns turnéer. 1948–1949 var hon konstnärlig chef för Stockholmsteatern. Hon engagerades senare vid Stadsteatern Norrköping-Linköping. 1976–1982 var hon verksam som pedagog vid scenskolan i Göteborg.
Kollberg dog 2014 och är gravsatt i minneslunden på Lidingö kyrkogård.

### Privatliv
Hon gifte sig 1942 med författaren Guido Valentin (1895–1952). Efter hans död gifte hon 1953 om sig med direktören, kapten Åke Hildestrand (1918–1979), son till direktören Yngve Hildestrand och kontoristen Augusta Blomberg (syster till tidningsmannen Reinhold Blomberg). Hon fick döttrarna Margareta (född 1943) och Marianne (född 1946) i första äktenskapet samt sönerna Lars-Åke (född 1954) och Björn (född 1955) i andra äktenskapet.

## Filmografi
- 1939 – I dag börjar livet
- 1940 – Hjältar i gult och blått
- 1940 – Hans Nåds testamente
- 1940 – Karl för sin hatt
- 1941 – I natt - eller aldrig
- 1941 – Hem från Babylon
- 1942 – Stinsen på Lyckås
- 1942 – Tre skojiga skojare
- 1942 – Gula kliniken
- 1943 – Kungsgatan
- 1944 – Som folk är mest
- 1944 – En dotter född
- 1945 – Jagad
- 1945 – Lidelse
- 1945 – Flickor i hamn
- 1946 – Det regnar på vår kärlek
- 1951 – Dårskapens hus
- 1951 – Herzen im Sturm
- 1957 – Lille Fridolf blir morfar
- 1963 – Den gula bilen
- 1963 – En söndag i september
- 1967 – Tvärbalk
- 1976 – Engeln (TV-serie)
- 1979 – Charlotte Löwensköld
- 1979 – Mor gifter sig (TV-serie)
- 1980 – Bara ett barn
- 1981 – Pappa och himlen
- 1982 – Flygande service (TV-serie)
- 1982 – Om kärlek är... (TV-serie)
- 1983 – Nilla (TV-serie)
- 1983 – Utflykten
- 1984 – Tryggare kan ingen vara ... (TV-serie)
- 1991 – Kontrollanten
- 1991 – Den goda viljan (TV-serie)
- 1992 – Första kärleken (TV-serie)
- 1993 – Chefen fru Ingeborg (TV-serie)
- 1994 – Räveld – en svensk folksägen
- 1995 – Tag ditt liv
- 1995 – Stannar du så springer jag
- 1997 – Svensson Svensson – filmen
- 1997 – Tic Tac
- 1997 – Ogifta par – En film som skiljer sig
- 1997 – Irma & Gerd (TV-serie)
- 1997 – Persons parfymeri (TV-serie)
- 1997 – Snoken (TV-serie)
- 1999 – Ett litet rött paket (TV-serie)
- 2001 – Kattbreven
- 2001 – Familjehemligheter
- 2002 – Skeppsholmen (TV-serie)
- 2003 – Cleo (TV-serie)
- 2004 – Så som i himmelen
- 2006 – Mästerverket (TV-serie)

## Teater

### Roller (ej komplett)
| År   | Roll              | Produktion                                                           | Regi               | Teater                           |
| ---- | ----------------- | -------------------------------------------------------------------- | ------------------ | -------------------------------- |
| 1938 | Andra proverskan  | Kvinnorna Clare Boothe Luce                                          | Rune Carlsten      | Dramaten                         |
| 1939 | Beuhla            | Mitt i Europa Robert E. Sherwood                                     | Rune Carlsten      | Dramaten                         |
| 1939 | Andra kvinnan     | Nederlaget Nordahl Grieg                                             | Svend Gade         | Dramaten                         |
| 1939 | Laurel Randolph   | Guldbröllop Dodie Smith                                              | Carlo Keil-Möller  | Dramaten                         |
| 1941 | Rosette           | Lek ej med kärleken (On ne badine pas avec l'amour) Alfred de Musset | Per-Axel Branner   | Nya Teatern                      |
| 1942 | Astrid            | Sagan Hjalmar Bergman                                                | Per Lindberg       | Konserthusteatern                |
| 1942 | Natasja           | På livets botten Maksim Gorkij                                       | Jura Tamkin        | Blancheteatern                   |
| 1942 | Josephine         | Lille Napoleon Paul Sarauw                                           | Max Hansen         | Vasateatern                      |
| 1943 | Elsa              | Herr Blink går över alla gränser Lars-Levi Laestadius                | Per Lindberg       | Vasateatern                      |
| 1943 | Alexandra         | De små rävarna Lillian Hellman                                       | Harry Roeck-Hansen | Blancheteatern                   |
| 1944 | Gladys            | Det var nära ögat Thornton Wilder                                    | Gunnar Skoglund    | Vasateatern                      |
| 1944 | Mrs de Winter     | Rebecca Daphne du Maurier                                            | Martha Lundholm    | Vasateatern                      |
| 1946 | Rakel             | Rakel och biografvaktmästaren Ingmar Bergman                         | Ingmar Bergman     | Malmö stadsteater                |
| 1947 | Rosemary          | Alltsedan paradiset (Ever since paradise) J.B. Priestley             | Per-Axel Branner   | Nya Teatern                      |
| 1947 | Medverkande       | Kar de Mummas sällskapsresa, revy Kar de Mumma                       | Hjördis Petterson  | Blancheteatern                   |
| 1949 |                   | Som ni behagar William Shakespeare                                   | Rune Carlsten      | Skansens friluftsteater          |
| 1952 |                   | Trettondagsafton William Shakespeare                                 | Sandro Malmquist   | Skansens friluftsteater          |
| 1953 |                   | Hans nåds testamente Hjalmar Bergman                                 | Sandro Malmquist   | Skansens friluftsteater          |
| 1955 | Ida               | Frisöndag Leck Fischer                                               | Ingrid Luterkort   | Norrköping-Linköping stadsteater |
| 1955 | Varja             | Körsbärsträdgården Anton Tjechov                                     | John Zacharias     | Norrköping-Linköping stadsteater |
| 1956 | Emily Pennypacker | Åh, en så’n pappa! Liam O’Brien                                      | Olof Thunberg      | Norrköping-Linköping stadsteater |
| 1956 | Elmire            | Tartuffe Molière                                                     | John Zacharias     | Norrköping-Linköping stadsteater |

## Radioteater

### Roller
| År   | Roll    | Produktion                                                 | Regi         |
| ---- | ------- | ---------------------------------------------------------- | ------------ |
| 1942 | Astrid  | Sagan Hjalmar Bergman                                      | Per Lindberg |
| 1952 | Gunborg | Hillmans semester: Som man ropar i skogen... Folke Mellvig | Lars Madsén  |

## Priser och utmärkelser
- 1945 – Teaterförbundets De Wahl-stipendium